# Antonio Salieri
Antonio Salieri, född 18 augusti 1750 i Legnago, provinsen Verona, död 7 maj 1825 i Wien, var en italiensk-österrikisk tonsättare. Salieri var mycket berömd under sin levnad, men blev sedan relativt bortglömd. Under senare delen av 1900-talet blev hans musik åter uppmärksammad, bland annat till följd av filmen Amadeus. Han var en erkänt duktig pedagog och var lärare till Ludwig van Beethoven, Franz Liszt, Johann Nepomuk Hummel och Simon Sechter.
Under slutet av 1700-talet skrev Salieri omkring 40 operor, men från 1804 ägnade han sig helt åt kyrklig musik.[källa behövs]

## Biografi

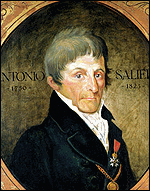
Antonio Salieri i 65-årsåldern

Salieri studerade först i Venedig bland annat för sin äldre bror, violinisten och kompositören Francesco Salieri, men kom redan som 16-åring till Wien, där han blev elev till Christoph Willibald Gluck. Salieri betraktades under en tid som Glucks arvtagare, då han anammade dennes stil på ett personligt sätt och särskilt då i operan Tarare, som hade premiär 1787 på Parisoperan. Som italienare skrev han det mesta av sin musik i italiensk bel canto, som var på modet i Wien i närmare hundra år. Han var en habil kompositör och god musiker och är numera väl representerad på moderna skivinspelningar. Som bäst är han i den franska Tarare och i ouvertyren till La grotta di trofonio i vilken han når upp till Mozarts nivå.  [källa behövs]
Salieri spelade under lång tid en viktig roll i Wiens musikliv, och han fungerade i praktiken som hovkapellmästare vid det kejserliga hovet i inte mindre än 36 år (1788-1824).

## I kulturen
Salieri är i vår tid mest känd genom Peter Schaffers scenpjäs och Milos Formans Oscarsbelönade film Amadeus, där Salieri (spelad av F. Murray Abraham) mer eller mindre direkt tar livet av Mozart. I filmen ställs geniet Mozart, vars samtid inte helt förmår uppskatta honom, mot den framgångsrike Salieri. Den senare förtärs av längtan att kunna skriva lika fantastisk musik som Mozart och kämpar hårt med att förstå varför Gud har givit denna gåva till den i Salieris ögon rätt infantile Mozart.
I verkligheten finns dock inga bevis för denna antagonism. De båda tonsättarna var snarare goda vänner och ingick i en grupp av kompositörsvänner. Salieri var mycket god vän med Haydn, som också var Mozarts gode vän, och med Beethoven.
Peter Schaffer stödjer sig härvid till viss del på Aleksandr Pusjkins Mozart och Salieri som i sin tur återgav ett rykte som uppstod kort efter Salieris död att denne skulle ha förgiftat Mozart. Det finns emellertid ingen som helst känd grund för ett sådant påstående. Framställningen i filmen bör snarare ses som ett uttryck för artistisk frihet för Schaffer och Forman.

## Verklista
se Verklista för Antonio Salieri